# Malagne-Archéoparc de Rochefort

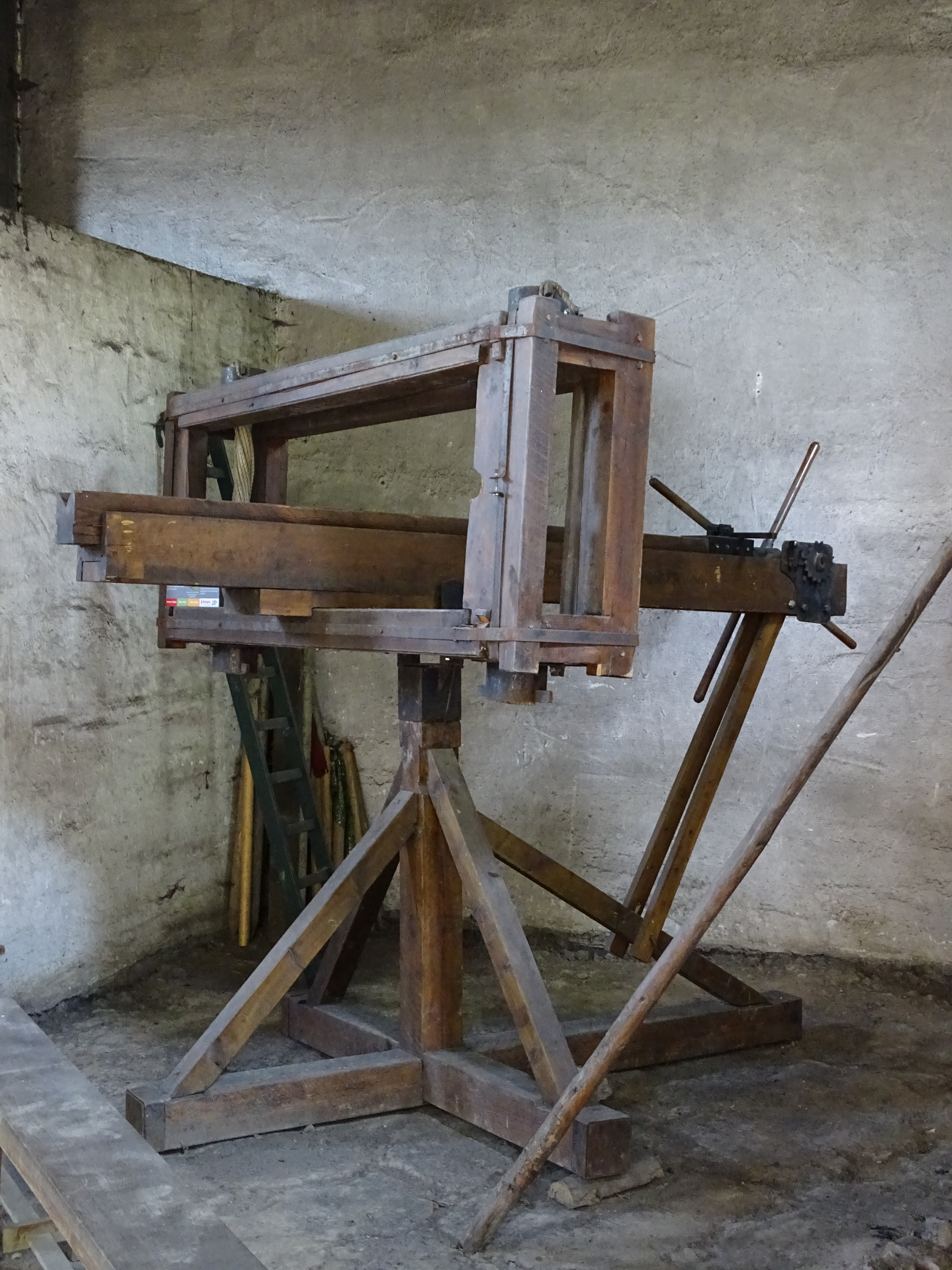
Reconstructie van een Romeinse ballista

Malagne-Archéoparc de Rochefort is een archeologisch park en museum in Rochefort. De als monument beschermde site omvat de archeologische resten van een Gallo-Romeinse villa. De gebouwen van het landbouwbedrijf werden in 1890 ontdekt door de Société Archéologique de Namur tussen Jemelle en Rochefort. Tussen 1992 en 1997 werden verdere opgravingen uitgevoerd in het pars urbana (hoofdgebouw, thermen, latrines) en het pars rustica (vijf bijgebouwen voor landbouw). Op het domein wordt de Gallo-Romeinse tijd in België opnieuw tot leven gewekt met reconstructies (Romeinse tuinen en moestuinen, bakkersoven, smidse) en experimentele archeologie.